# Palion
Palion, właśc. Paweł Palion (ur. 17 grudnia 2001 w Siemianowicach Śląskich) – polski youtuber, osobowość internetowa i piosenkarz.

## Kariera
Paweł Palion założył swój kanał na YouTube 29 czerwca 2015 roku. W styczniu 2023 roku jego kanał zdobył ponad 670 milionów wyświetleń. Na swoim kanale nagrywa głównie gry komputerowe oraz filmy gdzie reaguje na inne widea. Jego filmy przeznaczone są do młodszej grupy odbiorców. 
27 października 2023 roku ukazał się debiutancki solowy album studyjny Paliona pt. Tryb kreatywny. Album zadebiutował na 1. miejscu listy OLiS. Obecnie Paweł Palion posiada 4 kanały na YouTube: Palion (1,94 mln subskrypcji) Palion Games (1,43 mln subskrypcji) Palion Games Plus (1,06 mln. subskrypcji) oraz kanał Siostra vs Brat (89,3 tys. subskrypcji). Co ciekawe na kanale SIOSTRA vs BRAT nagrał tylko dwa odcinki a i tak zdobył na nim prawie 90 tys. subskrybcji
Poza tym, Palion, odbył 2 trasy koncertowe oraz stworzył swoją grę, pt. Lion Quest.

## Dyskografia

### Albumy studyjne
| Rok  | Dane dot. albumu                                                                                          | Najwyższa pozycja na liście | Sprzedaż       | Certyfikat          |
| Rok  | Dane dot. albumu                                                                                          | OLiS                        | Sprzedaż       | Certyfikat          |
| ---- | --- | --------------------------- | -------------- | ------------------- |
| 2023 | Tryb kreatywny - Wydany: 27 października 2023 - Wytwórnia: Mugo - Format: CD, digital download, streaming | 1                           | - POL: 15 000+ | - ZPAV: złota płyta |

### Single

#### Jako główny artysta
| Rok  | Tytuł                                          | Certyfikat              | Album          |
| ---- | ---------------------------------------------- | ----------------------- | -------------- |
| 2017 | „Jest nas już 100.000” (gośc. Neon, Szczypson) |                         |                |
| 2019 | „Robię hajs”                                   |                         |                |
| 2020 | „Milion”                                       | - ZPAV: złota płyta     |                |
| 2020 | „Ale ale”                                      |                         |                |
| 2021 | „Zielone” (gośc. Neon)                         | - ZPAV: złota płyta     |                |
| 2022 | „Gra”                                          |                         |                |
| 2022 | „USA”                                          | - ZPAV: złota płyta     | Tryb kreatywny |
| 2022 | „Czerwone” (gośc. R3DOC)                       |                         | Tryb kreatywny |
| 2022 | „Zielone 2”                                    | - ZPAV: platynowa płyta | Tryb kreatywny |
| 2023 | „Zielone 3” (gośc. Neon)                       | - ZPAV: platynowa płyta |                |
| 2024 | „Ale ale 2”                                    |                         |                |
| 2024 | „Mam bana”                                     |                         |                |
| 2024 | „Życie tak jak w bajce”                        |                         |                |
| 2024 | „Zielone 4”                                    |                         |                |

### Jako artysta gościnny
| Rok  | Tytuł                               |
| ---- | ----------------------------------- |
| 2021 | „Młody cesarz” (Neon; gośc. Palion) |
| 2022 | „Czapki” (Neon; gośc. Palion)       |